# Posążek bogini Izydy (Muzeum Narodowe w Warszawie)

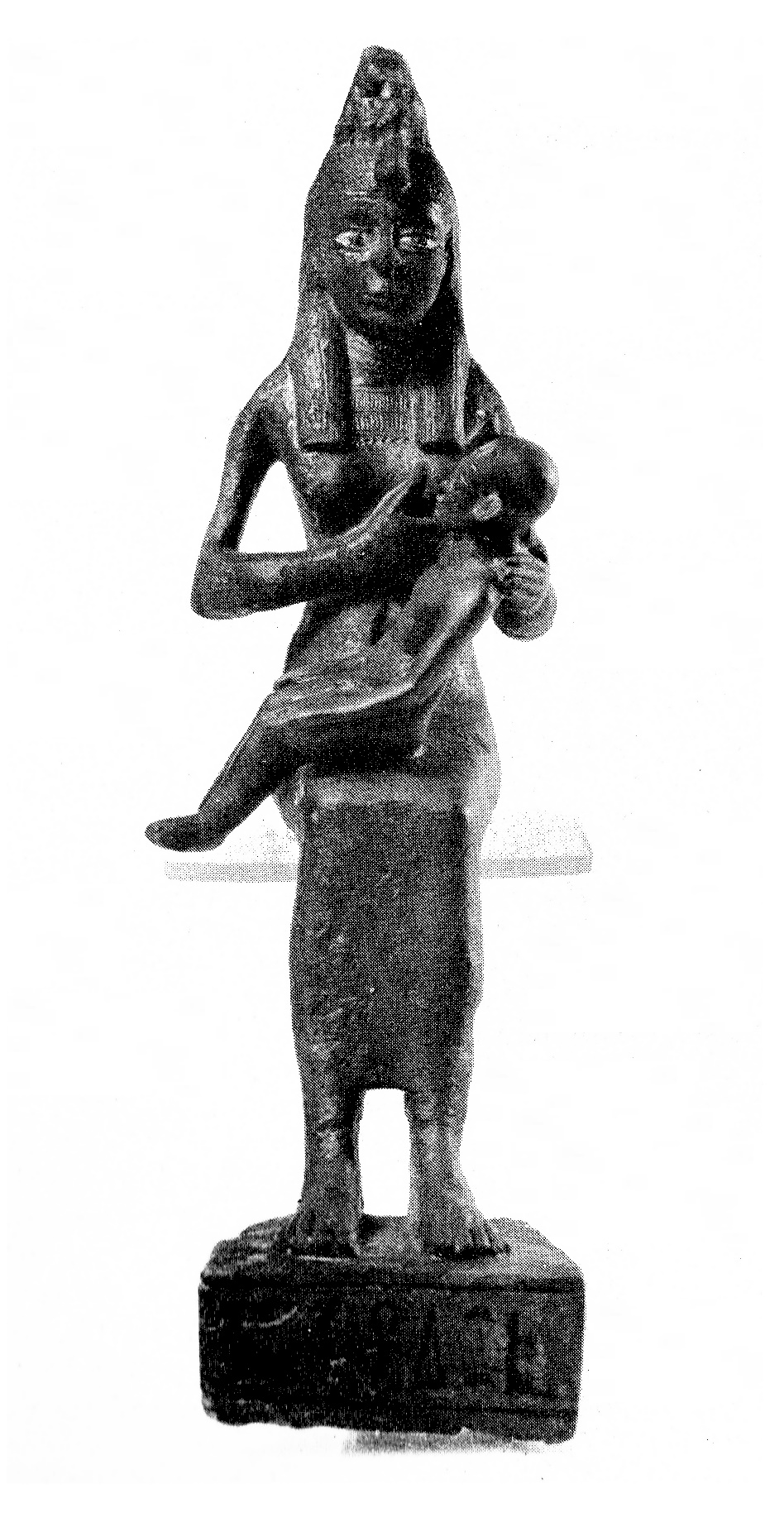
Widok ogólny

Posążek bogini Izydy – zabytek ruchomy, posążek bogini egipskiej Izydy, znajdujący się w zbiorach Galerii Sztuki Starożytnej Muzeum Narodowego w Warszawie.
Figura pochodzi z okresu Nowego Państwa, a zatem z lat 1650-1085 p.n.e. Ma wysokość 21,6 cm, a szerokość 7,5 cm. Stanowi odlew pełny.
Bogini siedzi w sztywnej, hieratycznej pozycji, a nogi opiera o prostopadłościenny podnóżek, na którym umieszczone są hieroglify. Ma długą, obcisłą szatę bez rękawów, która sięga do kostek. Na szyi wisi podwójny naszyjnik, a głowę zdobi nakrycie imitujące skórę sępa. Spod tego nakrycia wybiegają dwa pasma włosów. Twarz jest owalna, oczy duże, inkrustowane złotem, nos szeroki, a usta wypukłe. Lewą ręką podtrzymuje siedzącego na jej kolanach, nagiego Horusa, z naszyjnikiem na szyi i znakiem boskości - ureuszem na głowie. Odstaje mu warkocz, typowa ozdoba dzieci w starożytnym Egipcie.